# Teodoro Hampe
Teodoro Werner Hampe Martínez (Lima, 20 de marzo de 1960-Ibídem, 6 de febrero de 2016) fue un historiador e investigador peruano. Sus investigaciones se enfocaron principalmente en el período colonial.

## Biografía
Hijo de Teodoro Hampe Bitter y Clotilde Martínez. Cursó sus estudios escolares en el colegio Alexander Von Humboldt de Lima. En 1977 ingresó a la Facultad de Letras de la Pontificia Universidad Católica del Perú,  y se graduó de bachiller en Humanidades, licenciado en Historia y licenciado en Educación (1983). Pasó luego a la Universidad Complutense de Madrid donde se graduó de doctor en Geografía e Historia (1986).
Fue profesor ordinario de la Pontificia Universidad Católica del Perú (1988-?) y de la Universidad Nacional Mayor de San Marcos (2003-2016), entre otros centros de estudios de su país. Ha sido también profesor visitante en la Universidad de París X, la Universidad de Toulouse II, la Pontificia Universidad Católica de Chile y la Universidad de Sevilla.
Recibió becas de investigación en España, Austria y en otros países. Fue colaborador del diario El Comercio de Lima.
Fue miembro investigador del Instituto Riva-Agüero;  miembro nacional principal del Instituto Panamericano de Geografía e Historia y del Instituto Latinoamericano de Historia del Derecho; miembro de número de la Academia de Doctores del Perú, de la Academia Peruana de Salud, del Instituto Ricardo Palma y la Sociedad Peruana de Estudios Clásicos; y miembro correspondiente de la Academia Argentina de la Historia, la Casa de la Cultura Ecuatoriana y la Sociedad Chilena de Historia y Geografía.
Falleció en Lima, el 6 de febrero de 2016, a los 56 años de edad.

## Publicaciones
Publicó una docena de libros y más de un centenar de artículos en revistas especializadas y diarios. Así como antologías y recopilaciones de ensayos de diversos autores.

### Libros
- Historia de la Pontificia Universidad Católica del Perú (1989)
- Don Pedro de la Gasca: su obra política en España y América (1990)
- Bibliotecas privadas en el mundo colonial (1996)
- Cultura barroca y extirpación de idolatrías (1996)
- Fragmentos de la historia moderna (1997)
- Santo Oficio e historia colonial. Aproximaciones al Tribunal de la Inquisición de Lima (1998)
- Santidad e identidad criolla (1998)
- Testimonios del Perú y del mundo (1998)
- El mirador peruanista (2002)
- El Banco Central de Reserva y la economía peruana (2007)
- Luis Bedoya Reyes: gradualidad en el cambio (2012)
- Miguel Grau, protagonista político (2014)

### Antologías y recopilaciones de ensayos
- La tradición clásica en el Perú virreinal (1999)
- América Latina y el Perú del novecientos (2003), antología de textos de Francisco García Calderón.
- El legado científico de Alexander von Humboldt en el Perú (2005)
- La mujer en la historia del Perú (2007)
- Escritura, imaginación política y la Compañía de Jesús en América Latina (2011).

### Artículos
De entre sus artículos sobre historia colonial, mencionamos solo algunos:
- «Relación de encomenderos y repartimientos en el Perú en 1561» (Lima, 1979)
- «La actuación del obispo Valverde en el Perú» (Lima, 1980)
- «Un príncipe europeo para el Perú» (Lima, 1981)